# 小栗銀太郎
小栗 銀太郎（おぐり ぎんたろう、1973年〈昭和48年〉1月29日 - ）は、日本の俳優。SOS Entertainments所属。

## 人物
身長171cm、体重62㎏、血液型A型。
秋田県横手市出身。秋田県立横手高等学校卒業。

## 経歴・資格
- 1992年（平成4年）～1994年　劇団俳小 所属
- 1995年（平成7年）～2006年　劇団前進座 所属（11年間在籍）
- 2011年（平成23年）～　SOS Entertainments 所属
- 資格：普通自動車第１種免許／全日本スキー連盟（ＳＡＪ）２級
- 趣味：ＤＩＹ／料理／読書
- 特技：殺陣（剱伎衆かむゐ に師事）／乗馬（駈歩）／和装着付

## 出演

### 映画
- 2022年「赤い靴の女の子」石谷洋子 監督
- 2011年「カイジ2」佐藤東弥 監督
- 2010年「scope」ト部敦史 監督
- 2008年「次郎長三国志」マキノ雅彦 監督
- 2007年「今日という日が最後なら、」柳明菜 監督
- 2006年「ブレイド 剣～Tsurugi」中田圭 監督

### テレビ
- 2021年　TXN 「シェフは名探偵」（レギュラー）
- 2019年　ABC「Re:フォロワー」
- 2015年　BSJ　松本清張ミステリー時代劇『山椒魚』
- 2013年　NTV「秘密のケンミンSHOW」
- 2011年・2012年　TBS「ザ・今夜はヒストリー」
- 2009年　NTV「Perfumeの気になる子ちゃん」
- 2008年　CX　カスペ！「お客様は王様かよっ!?」
- 2007年　TBS　歴史大河バラエティー「クイズひらめき偉人伝」
- 2007年　NTV「踊る!さんま御殿!!」
- 2005年　TX　信濃のコロンボ事件ファイル９『乗せなかった乗客』
- 2001年　TX　信濃のコロンボ事件帖１『死者の木霊』

### STAGE
- 2025年　片肌★倶利伽羅紋紋一座「ざ☆くりもん」『六道追分』（ろくどうおいわけ）
- 2025年　スタンディング岐路ーズ「武士に願いを」
- 2024年　[空想嬉劇団イナヅマコネコ「ノスタルジアの贖罪」
- 2023年　遊戯空間「吉良屋敷」
- 2023年　空想嬉劇団イナヅマコネコ「ソリチュードタウンの死神」
- 2022年　空想嬉劇団イナヅマコネコ「影と刻罪のテュシアス」主演
- 2022年　Mcompany　「マイウェイ～帰郷～瞼の母編」
- 2021年　空想嬉劇団イナヅマコネコ「宿命のブラッドバーン」
- 2019年　RISUプロデュース23「ほしぞらのしたで」
- 2019年　VisterPRODUCE「引き結び～紬ぎ結ぶは記憶の糸～」
- 2018年　ラチェットレンチ「らくごもん。」
- 2018年　「誰かが誰かを愛してる」作：堤泰之　主演
- 2017年　「雷火」原作：寺島優・藤原カムイ　脚本：石田明（NON STYLE）
- 2017年　BIG MOUTH CHICKEN「Braggart cards～乱れ咲き誇る～」
- 2015年　「自由を我らに」作：じんのひろあき
- 2015年　「銀河英雄伝説」特別公演 星々の軌跡　原作：田中芳樹
- 2014年　平熱43度「流刑の島－監獄の唄－」（池袋演劇祭受賞）